# Birgit Ulher
Birgit Ulher (* 1961 in Nürnberg) ist eine Musikerin im Bereich der neuen Improvisationsmusik. Sie lebt als freischaffende Musikerin in Hamburg.

## Leben und Wirken
Ulher studierte Malerei und Freie Kunst, die noch immer einen großen Einfluss auf ihre Musik hat. Seit 1982 lebt sie als freischaffende Musikerin in Hamburg. Sie entwickelte auf der Trompete eine differenzierte Grammatik von Klängen jenseits des konventionellen Trompetentons (jazzdimensions.de) und arbeitet als freischaffende Musikerin im Bereich der real time music, die ohne Themen und Absprachen aus dem Moment entstehen soll. Mit Wolfgang Ritthoff spielte sie 1997 das Album Air Mail ein, das Peter Niklas Wilson im Jazz Podium  als „beeindruckendes Dokument“ würdigte: „ein transparenter Mikrokosmos klanglicher Kürzel, sparsam und überlegt gestaltet, ohne Angst vor Pause oder Bruch“ und „voller Bewegung und Dynamik im Detail“. Sie war Mitglied des European Improvisation Orchestra und der Ensembles UNSK (mit Martin Küchen, Lise-Lott Norelius, Raymond Strid), dem Trio PUT (mit Ulrich Phillipp und Roger Turner) und dem Trio Nordzucker mit Lars Scherzberg und Michael Maierhof.
Seit 2006 arbeitet sie mit Lautsprechern, gespeist mit Radioklängen, die sie als Trompetendämpfer verwendet. Die Trompete wird hier gleichzeitig zu Sender und Empfänger. Sie arbeitet auch mit anderen Objekten wie z. B. Metallblechen und hat damit ihre eigenen Spieltechniken und Präparationen entwickelt. Neben der Materialforschung gilt ihr besonderes Interesse dem Verhältnis von Stille und Klang.
Ihre Soloarbeit umfasst sowohl Stücke mit Zuspielung – Traces und splitting 21, eine Zusammenarbeit mit Michael Maierhof – als auch Stücke für Klanginstallationen – z. B. Reveille für die Klang- und Lichtinstallation 'Wake Up' von Allora & Calzadilla 2007 in der Renaissance Society.
Lectures und Workshops an der Haifa University, SAIC – School of The Art Institut of Chicago, Hochschule für Musik Basel und Queen’s University of Belfast, Galeria Mérida, Mexiko
Zusammenarbeit u. a. mit Ernst Thoma, Ute Wassermann, Gino Robair, Leonel Kaplan, Christoph Schiller, Gregory Büttner, Lucio Capece, dem stark bewölkt quartett (mit Michael Maierhof, Heiner Metzger und Gregory Büttner) und Nordzucker (mit Chris Heenan und Michael Maierhof). Daneben trat sie im Soloprojekt 'Radio Silence No More' auf.
Konzerttätigkeit in Europa, USA, Russland, Südamerika, Australien und dem Nahen Osten.
Zwischen 1993 und 2003 organisierte sie alljährlich das Festival für improvisierte Musik Real Time Music Meeting in Hamburg. Sie ist Mitbegründerin des „Verbandes für aktuelle Musik Hamburg“.

## Diskographische Hinweise
- Birgit Ulher, Wolfgang Ritthoff: Air Mail (1997)
- Birgit Ulher, Ulrich Phillipp, Roger Turner: Umlaut (2000)
- Birgit Ulher, Martin Klapper, Jürgen Morgenstern: Momentaufnahmen (2001)
- Birgit Ulher, Lou Mallozzi, Michael Zerang: Landscape: Recognizable (2005)
- Birgit Ulher, Lars Scherzberg, Michael Maierhof: Nordzucker 500 gr (2005)
- Birgit Ulher, Heddy Boubaker: Upsight Down (2007)
- Birgit Ulher, Mazen Kerbaj, Sharif Shenaoui: 3 : 1 (2008)
- Birgit Ulher, Ernesto Rodrigues, Carlos Santos: Doppelgänger (2008)
- Birgit Ulher: Radio Silence No More (2009)
- Birgit Ulher, Heiner Metzger: Blinzeln (2009)
- Birgit Ulher, Gino Robair: Blips and Ifs (2009)
- Birgit Ulher, Lucio Capece: Choices(2011)
- Birgit Ulher: Hochdruckzone (2012)
- Birgit Ulher, Christoph Schiller: Kolk (2012)
- Birgit Ulher, Gregory Büttner: Araripepipra (2014)
- Birgit Ulher, Leonel Kaplan: Stereo Trumpet (2015)
- Birgit Ulher, Ute Wassermann: Radio Tweet (2015)
- Birgit Ulher, Felipe Araya: Scoriacon (2016)
- Birgit Ulher: Matter Matters (2017)
- Birgit Ulher, Christoph Schiller: tulpe schicht brille (2018)
- Birgit Ulher, Franz Hautzinger: Kleine Trompetenmusik (Relative Pitch, 2021)
- Birgit Ulher, Damon Smith, Chris Cogburn: The Eternity-Cult (2022)
- Birgit Ulher, Petr Vrba: Schallschatten (2021)
- Birgit Ulher, Carol Genetti, Eric Leonardson: horizontal shift (2023)